# Jan Hošek
Jan Hošek (ur. 1 kwietnia 1989 w Nýrsku) – czeski piłkarz występujący na pozycji obrońcy w FK Teplice.

## Kariera klubowa
Hošek rozpoczął swoją karierę w 1994 roku w TJ Okula Nýrsko, a po ośmiu latach spędzonych w klubie, odszedł do TJ Klatovy. Grał tam przez trzy sezony. W 2005 roku podpisał kontrakt ze Slavią Praga, gdzie występował w drużynach młodzieżowych. W styczniu 2009 roku został przesunięty do pierwszego składu zespołu i 23 lutego zadebiutował w lidze przeciwko Viktorii Pilzno. Następnie przeszedł do innego czeskiego klubu - FK Teplice.
W sierpniu 2011 roku został wypożyczony na rok do Cracovii, rozgrywając dla niej 14 spotkań. W 2016 roku został zawodnikiem MFK Karviná. W 2018 wrócił do Teplic.

## Kariera reprezentacyjna
Hošek reprezentował Czechy na Mistrzostwach Europy U-21 w 2011 roku.